# サザーク
サザーク(Southwark [ˈsʌðək])は、ロンドン中心部サザーク・ロンドン特別区にある地区。シティ・オブ・ロンドンの南側、テムズ川の南岸に位置する。
テムズ川にかかるサザク橋は、アーネスト・ジョージとバシル・モットによって計画され、1921年に開通した。
地区内にサザーク大聖堂、バラ・マーケット、グローブ座、ザ・シャードおよびロンドン市庁舎がある。

## サザーク大聖堂
イングランド国教会のサザーク大聖堂の起源は7世紀の尼僧院で、テムズ川の渡し守の娘メアリーがその創始者と伝えられるサクソン時代のセント・メアリー・オーヴァリー修道院にさかのぼる。16世紀にはセント・セイヴィアという教区教会となり、1905年に今日のサザク大聖堂となった。
現在大聖堂の内陣は1213年から1238年の間に建てられた。翼廊は13世紀末の作であり、外陣は19世紀に再建されたものである。19世紀の改修工事を行ったのは建築家アーサー・ブロムフィールドであった。
内陣の北側周歩廊にハーバード・チャペルがある。宣教師ジョン・ハーバードは近くのバラ・ハイ・ストリートに生まれ, 1607年にこの教会で洗礼を受けた。ハーバードは1637年にアメリカに移住、ハーバード大学にとって最初の寄付者となった。
ジェフリー・チョーサーの時代から文人と縁が深い。大聖堂には、シェイクスピアの末弟で16歳年下のエドマンドの墓がある。

## バラ・マーケット
1024年の記録に残るロンドン最古の果物・野菜市場。

## 交通
- ロンドン地下鉄・ジュビリー線のサザーク駅など
- サザーク橋